# Xã Sheldon, Quận Iroquois, Illinois
Xã Sheldon (tiếng Anh: Sheldon Township) là một xã thuộc quận Iroquois, tiểu bang Illinois, Hoa Kỳ. Năm 2010, dân số của xã này là 1.374 người.